# Арктичний трилисник
Арктичний Трилистник (рос. Арктический Трилистник) — військова база Російської Федерації на острові Земля Олександри в архіпелазі Земля Франца-Йосифа, поруч із селищем Нагурське. Основне завдання бази — забезпечення протиповітряної оборони.
До складу бази входить найпівнічніша в світі капітальна будівля — адміністративно-житловий комплекс. База є другим військовим об'єктом, збудованим в Арктиці для дислокації підрозділів протиповітряної оборони Північного флоту Росії. Першим стала військова база «Північна Конюшина» на острові Котельний архіпелагу Новосибірські острови.

## Опис
Адміністративно-житловий комплекс бази складається з чотирьох блоків основної п'ятиповерхової будівлі і трьох окремо розташованих «еліпсів», з'єднаних з нею опалюваними критими галереями. Загальна площа комплексу — 14 000 м2. Будинки комплексу пофарбовані в кольори російського прапора. Адміністративно-житловий комплекс розрахований на автономне проживання і виконання службових завдань гарнізоном чисельністю 150 чоловік протягом 18 місяців, для чого база забезпечена сховищами продовольства і пального відповідної місткості.
Основна будівля адміністративно-житлового комплексу має в плані форму трипроменевої зірки, від чого й пішла назва бази. Вона стоїть на палях, заглиблених увічну мерзлоту, і продувається знизу, тому не замітається снігом навіть під час сильних буревіїв. Опалюваний нижній поверх — технічний, призначений для комунікацій. У центрі будівлі (блок Г), на перетині променів, знаходиться атріум, над центральною опорою якого (що одночасно є флагштоком) розміщений засклений оглядовий майданчик, з якого контролюється вся територія бази .
У «еліпсах», що знаходяться між «променями» центральної будівлі і з'єднаних з ним галереями, знаходяться:
- в одному — лазарет, тренажерний та актовий зали;
- у другому — їдальня з кухнею і складом продовольства;
- в третьому — кабінети командування і навчальні класи, саме тут розташований головний вхід в приміщення військової бази (хоча технічні виходи на вулицю є в кожному будинку)[6] .

Крім основного будинку адміністративно-житлового комплексу, до складу бази входять:
- дизельна електростанція з чотирьох блоків загальною потужністю 4 МВт;
- водоочисна станція на 700 тонн води, одержуваної шляхом знезараження снігу в снігоплавильних установках СПУ-15;
- берегова насосна станція для поповнення запасів палива — отримання паливно-мастильних матеріалів від танкера і перекачування на склад;
- каналізаційно-очисні споруди з блоком прийому і накопичення стічних вод;
- комплекс термічного знешкодження відходів;
- опалювані гаражі для військової техніки.

Технічні будівлі з'єднані з адміністративно-житловим комплексом системою критих галерей, що дозволяє особовому складу військової бази не виходити на вулицю в несприятливу погоду. Також на базі є православна каплиця, побудована з дерева .

## Історія
Відновлення військової бази[уточнити] на Землі Олександри почало обговорюватися ще в 2004 році. Будівництво об'єкта ведеться з 2007 року, однак лише в 2015 році інформація про Арктичний трилисник стала доступна пресі.
Підрозділ дивізії протиповітряної оборони Північного флоту Росії дислоковано на Землі Олександри з листопада 2014 року. У перші роки він базувалося в тимчасових спорудах.
Будівництво Арктичного трилисника ведеться в складних кліматичних умовах арктичної пустелі, всі необхідні матеріали та обладнання (десятки тисяч тонн) завозяться через Північний морський шлях, що можливо тільки протягом чотирьох місяців літньої навігації.
У липні 2015 року цивільними будівельниками об'єкта був оголошений страйк у зв'язку з затримкою оплати праці, після чого персонал був замінений.
Станом на осінь 2015 року повідомлялося про 97-відсоткову будівельну готовність об'єкта. Передбачений термін закінчення будівництва — 2016 рік. У 2016 році планувалася реконструкція і подовження ґрунтової злітно-посадкової смуги аеродрому для можливості приймати всі типи літаків.
У березні 2017 року на військовій базі побував президент Росії Володимир Путін .

## Галерея

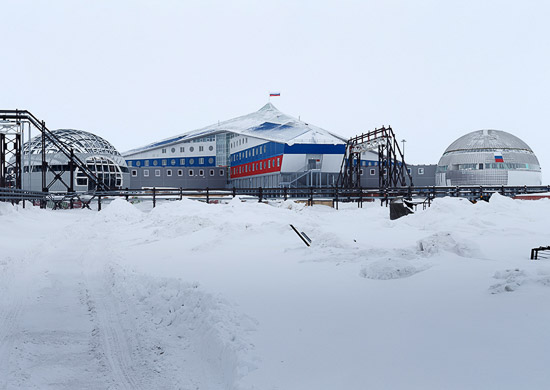
Загальний вигляд адміністративно-житлового комплексу в квітні 2016 року
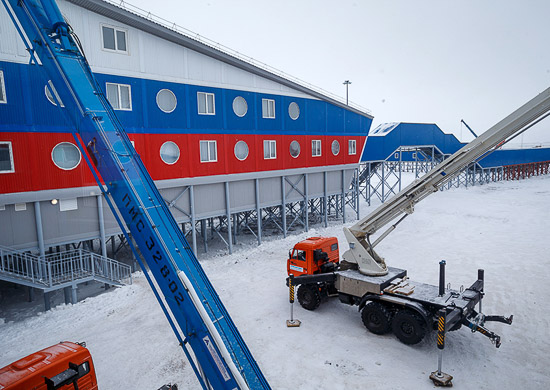
Будівельна техніка біля стін будівлі адміністративно-житлового комплексу
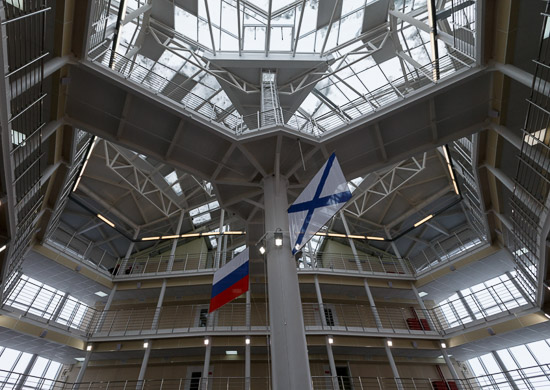
Атріум адміністративно-житлового комплексу
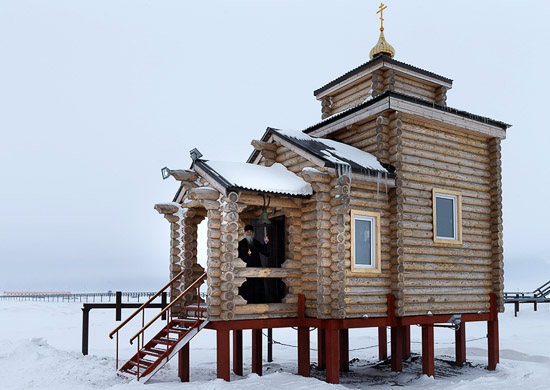
Каплиця